# Albi di Dylan Dog (2004)
Albi del fumetto Dylan Dog pubblicati nel 2004.
| Nr. | Titolo                 | Mese di pubblicazione | Soggetto          | Sceneggiatura     | Disegni             | Copertina    |
| --- | ---------------------- | --------------------- | ----------------- | ----------------- | ------------------- | ------------ |
| 209 | La Bestia              | gennaio               | Michele Medda     | Michele Medda     | Giampiero Casertano | Angelo Stano |
| 210 | Il Pifferaio Magico    | febbraio              | Paola Barbato     | Paola Barbato     | Luigi Piccatto      | Angelo Stano |
| 211 | La casa dei fantasmi   | marzo                 | Pasquale Ruju     | Pasquale Ruju     | Daniele Bigliardo   | Angelo Stano |
| 212 | Necropolis             | aprile                | Paola Barbato     | Paola Barbato     | Giovanni Freghieri  | Angelo Stano |
| 213 | L'uccisore di streghe  | maggio                | Pasquale Ruju     | Pasquale Ruju     | Pietro Dall'Agnol   | Angelo Stano |
| 214 | Manila                 | giugno                | Pasquale Ruju     | Pasquale Ruju     | Corrado Roi         | Angelo Stano |
| 215 | Il pozzo degli inganni | luglio                | Pasquale Ruju     | Pasquale Ruju     | Luigi Piccatto      | Angelo Stano |
| 216 | Il grimorio maledetto  | agosto                | Giuseppe De Nardo | Giuseppe De Nardo | Daniele Bigliardo   | Angelo Stano |
| 217 | Il grande sonno        | settembre             | Tito Faraci       | Tito Faraci       | Angelo Stano        | Angelo Stano |
| 218 | L'incubo dipinto       | ottobre               | Michele Masiero   | Michele Masiero   | Nicola Mari         | Angelo Stano |
| 219 | La decima vittima      | novembre              | Tito Faraci       | Tito Faraci       | Ugolino Cossu       | Angelo Stano |
| 220 | Concorrenza sleale     | dicembre              | Pasquale Ruju     | Pasquale Ruju     | Giampiero Casertano | Angelo Stano |

## La Bestia
Dyaln Dog presta il suo aiuto a Julianne Labelle, fidanzata con Rick Samson, la nuova stella del cinema hollywoodiano. L'attore si ingelosisce di Dylan, il quale farà di tutto per dimostrare che non è altro che un violento con frequenti attacchi di collera.
- Il personaggio di Rick Samson è ispirato a Russell Crowe mentre il suo rivale, l'attore Leo DeCarlo, è chiaramente ispirato a Leonardo DiCaprio.

## Il Pifferaio Magico
Hamlin, il proprietario del negozio Safarà, chiede l'aiuto di Dylan Dog affinché recuperi il famoso piffero magico descritto nella fiaba del fratelli Grimm, sparito dal suo negozio.

## La casa dei fantasmi
Il padre di Walt, un giovane rampollo della società assume Dylan Dog perché ritiene che la loro nuova dimora sia infestata dai fantasmi. Ad attendere Dylan nella casa ci sarà il maggiordono Edgar T. Branson assieme al resto della servitù.

## Necropolis
Dylan Dog viene rinchiuso all'interno di Necropolis, una prigione considerata da molti poco più di una leggenda urbana. All'interno della prigione ogni detenuto è tenuto sotto controllo da innumerevoli telecamere disposte ovunque e ogni azione viene sapientemente controllata.

## L'uccisore di streghe
Dylan Dog è costretto ad una trasferta in Francia, più precisamente a Beauport, un paese un cui un assassino sta uccidendo tutte le donne facenti parte della congregazione del paese, convinto che siano streghe. Dylan viene così contattato da Véronique Mercier, una delle streghe della congregazione, che però effettua riti magici solo a fin di bene.

## Manila
Dylan Dog incontra nuovamente Manila, un vampiro già conosciuto in passato che chiede il suo aiuto per eliminare Alec, l'ultimo vampiro sopravvissuto della stirpe del maestro Jargo.
- Il vampiro Manila è già stato protagonista del numero 181 Il marchio del vampiro e lo sarà nell'albo numero 282 Relazioni pericolose.

## Il pozzo degli inganni
Lord Ruthwen è il proprietario di Ruthwen Manor, un'antica dimora in decadenza in cui trovano riparo alcuni immigrati clandestini. Dylan Dog indagherà sulla sparizione di alcuni di loro che pare siano morti nei pressi di un pozzo all'interno della magione. 

## Il grimorio maledetto
Il conte Gregory Babalkan, persona che si diletta di stregoneria, vuole entrare in possesso del Grimorio Bianco, un libro scritto da streghe e stregoni che raccoglie svariati riti magici. A Dylan Dog spetta il compito di fermarlo. 

## Il grande sonno
Georgine Timper chiede l'aiuto di Dylan Dog, la ragazza vuole ritrovare il fidanzato scappato con tutti i suoi risparmi. Dylan inizierà così le indagini tra scommesse clandestine e debiti di gioco, all'apparenza tutto tranne che un caso adatto a lui.

## L'incubo dipinto
A Ffestiniog, un piccolo e sperduto paese del Galles, viene ritrovato un affresco realizzato da Hyeronimus Quail. Il dipinto raffigura "Il martirio di San Sebastiano" e rappresenta con incredibile realismo la sofferenza del soggetto. In effetti questa era la caratteristica peculiare del pittore, che realizzava soltanto opere con soggetti in fin di vita. Per questo motivo pare che una maledizione aleggi sui quadri del maestro, così il sindaco del paese decide di ingaggiare Dylan Dog affinché dimostri che si tratta soltanto di dicerie.
- La copertina di questo albo è un omaggio al "Martirio di San Sebastiano" di Andrea Mantegna.
- La storia è ispirata al film La casa dalle finestre che ridono di Pupi Avati.

## La decima vittima
Una serie di efferati delitti scuote Londra, vengono infatti ritrovati alcuni cadaveri di persone torturate nelle maniere più svariate. L'unico collegamento tra le vittime sembra essere un misterioso libro senza titolo e la prossima vittima, la decima, è Groucho.

## Concorrenza sleale
Debbie Doyle è una ragazza che decide di fare concorrenza a Dylan Dog: per questo apre un ufficio in Craven Road, si dota delle più moderne apparecchiature tecnologiche e fissa una tariffa di 10 sterline più bassa di quella dell'Indagatore dell'Incubo rubando così i clienti al suo concorrente.